# PGC 71946
LEDA/PGC 71946 ist eine Galaxie im Sternbild Pegasus nördlich der Ekliptik. Sie ist schätzungsweise 509 Millionen Lichtjahre von der Milchstraße entfernt und bildet gemeinsam mit NGC 7718 ein optisches Galaxienpaar.